# 刀馬旦 (電影)
《刀馬旦》，是1986年上映的一部香港動作電影，由徐克執導，林青霞、鍾楚紅及葉蒨文主演，入圍第6屆香港電影金像獎六項提名。

## 劇情
民初时代国家动荡不安，军阀割据导致民不聊生，相传皇族端王藏匿了一大批财宝，后因得罪慈禧被满门抄斩，仅留幼女碧云格格随一戏班琴师逃走。十五年后，袁世凯部下督军、日本特务、革命党人等各方势力纷纷展开追踪意欲寻宝，一场正义和邪恶的殊死搏斗开始。
曹云（林青霞 饰）是将军的女儿，也是一个忠贞爱国者。她不愿见到父亲帮助袁世凯以国家的名义向外国银行借贷巨款，让国家的财务雪上加霜，但是一边是国家，一边是父亲也让曹云不知如何取舍而陷入内心的挣扎。白妞（叶倩文 饰）从小在戏班长大；湘红（钟楚红 饰）是個贪财的歌妓，这三位在姻缘巧合下结识，透过这三位主角的生命交错，共同谱出一段爱国的刀马旦。

## 人物角色
| 角色     | 演員   | 粵語配音   | 備註                |
| -------- | ------ | ---------- | ------------------- |
| 曹雲     | 林青霞 | 覃恩美     |                     |
| 湘紅     | 鍾楚紅 | 雷碧娜     |                     |
| 白妞     | 葉蒨文 | (本人原音) |                     |
| 寧北海   | 鄭浩南 | 黃志成     |                     |
| 董民     | 張國強 | 張國強     |                     |
| 戲班老闆 | 午馬   | 張濟平     | 春和班班主 白妞之父 |
| 曹督軍   | 曾江   | 張炳強     | 軍閥 曹雲之父       |
| 雷止雨   | 谷峰   |            | 稽查處隊長          |
| 花錦鏽   | 秦沛   |            | 春和班當紮相公      |

## 音樂
| 歌名           | 演唱者 | 作曲 | 填詞 | 編曲   |
| 〈躲也躲不了〉 | 葉蒨文 | 黃霑 | 黃霑 | 戴樂民 |
| 〈都是戲一場〉 | 葉蒨文 | 黃霑 | 黃霑 | 戴樂民 |

《都是戲一場》是片頭片尾的音樂，點明以戲班為中心的故事主題。這首歌改編自京劇曲牌《夜深沉》，樂評人黃志華認為黃霑雖把原曲的高潮樂句挪為起句，後續並非無力，整體旋律串連得流暢圓渾；而民間小調風的《躲也躲不了》，則主要用於調動喜劇場景的氣氛，結尾處的低音拖長及主音拔高起著餘音繚繞的效果；「還有一段抒情的音調，用以烘托電影裡許多深情的或幽冷的場面」。

## 獎項
| 年份 | 頒獎典禮            | 獎項             | 獲提名                 | 結果 |
| ---- | ------------------- | ---------------- | ---------------------- | ---- |
| 1987 | 第6屆香港電影金像獎 | 最佳女主角       | 葉蒨文                 | 提名 |
| 1987 | 第6屆香港電影金像獎 | 最佳男配角       | 秦沛                   | 提名 |
| 1987 | 第6屆香港電影金像獎 | 最佳攝影         | 潘恆生                 | 提名 |
| 1987 | 第6屆香港電影金像獎 | 最佳剪接         | 胡大為                 | 提名 |
| 1987 | 第6屆香港電影金像獎 | 最佳美術指導     | 韋啟新、何劍聲、梁志興 | 提名 |
| 1987 | 第6屆香港電影金像獎 | 最佳武術動作指導 | 程小東                 | 提名 |

## 軼事
- 電影中飾演寧北海的鄭浩南（英文名Mark），因接拍了本作而放棄《英雄本色》中特別為他塑造的「Mark哥」（小馬哥）一角，最後由周潤發頂上。[7]

## 外部連結
- 香港影庫上《刀馬旦》的資料（繁體中文）
- 開眼電影網上《刀馬旦》的資料（繁體中文）
- 豆瓣电影上《刀馬旦》的資料 （简体中文）
- 时光网上《刀馬旦》的資料（简体中文）
- AllMovie上《刀馬旦》的资料（英文）
- 爛番茄上《刀馬旦》的資料（英文）
- 互联网电影数据库（IMDb）上《刀馬旦》的资料（英文）